# 康元
康元（1256年十月五日至1257年三月十四日）是日本的年號之一。這個時代的天皇是後深草天皇，由後嵯峨上皇實施院政。鎌倉幕府征夷大將軍為宗尊親王、執權為北條時賴與北條長時。

## 改元
- 建長八年十月五日（1256年10月24日）改元康元
- 康元二年三月十四日（1257年3月31日）改元正嘉

## 出處
《拾遗记》：晋太康元年，有羽山之民献火浣布万匹。

## 紀年、西曆、干支對照表
| 康元       | 元年   | 二年   |
| 儒略曆日期 | 1256年 | 1257年 |
| 干支       | 丙辰   | 丁巳   |